# Nymphonella lambertensis
Nymphonella lambertensis là một loài nhện biển trong họ Ascorhynchidae. Loài này thuộc chi Nymphonella. Nymphonella lambertensis được miêu tả khoa học năm 1959 bởi Stock.